# Cheiridopsis
Cheiridopsis (лат.) (возможное русскоязычное название — Хейридопсис) — род суккулентных растений семейства Аизовые (Aizoaceae) произрастающий на территории Капской провинции ЮАР и Намибии.

## Название

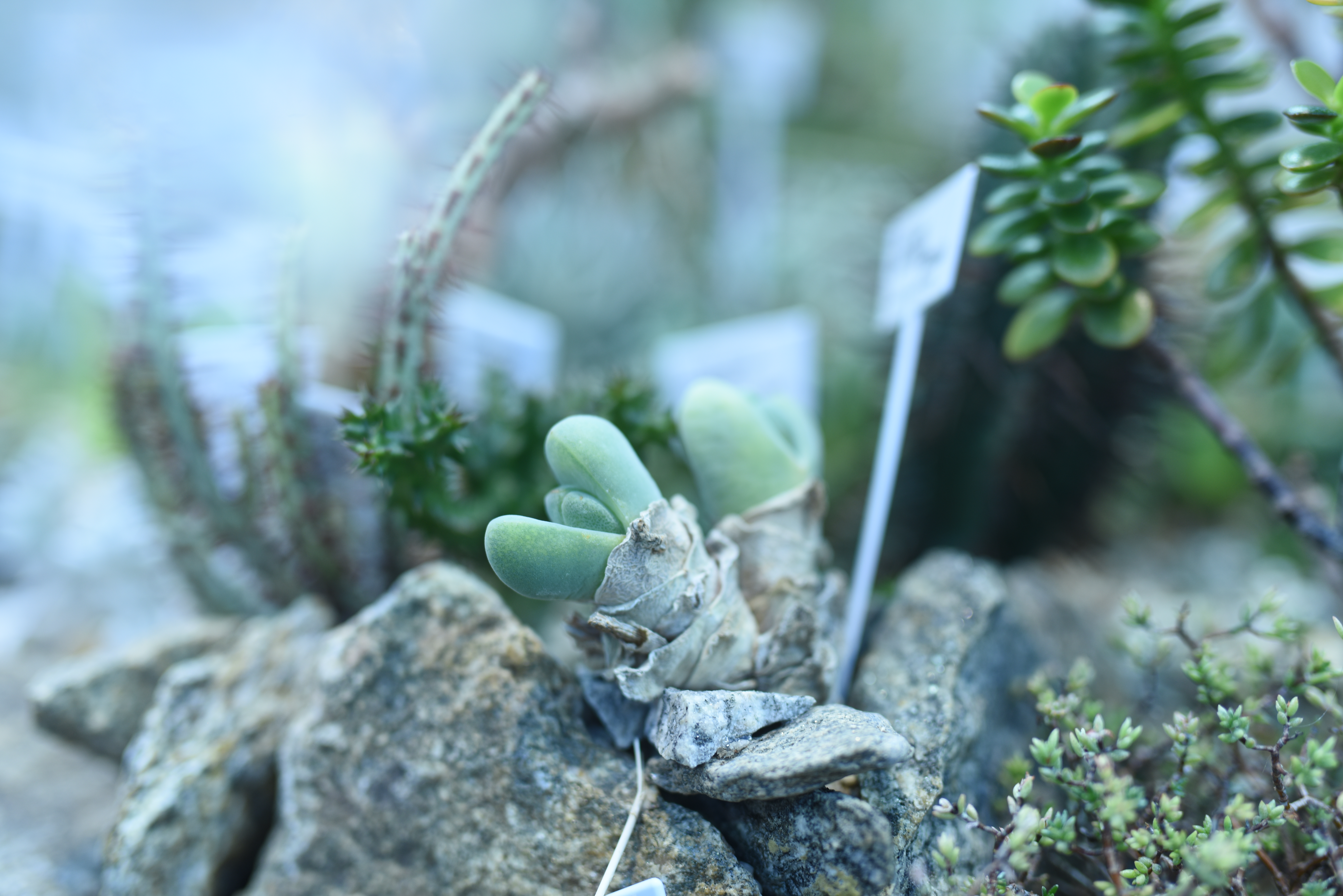
Характерный «рукав» из старых листьев Cheiridopsis pillansii

Родовое латинское (научное) название Cheiridopsis происходит от греческих слов cheiris, cheiridis, что означает «рукав», и -opsis, что означает «похожий на».

## Ботаническое описание

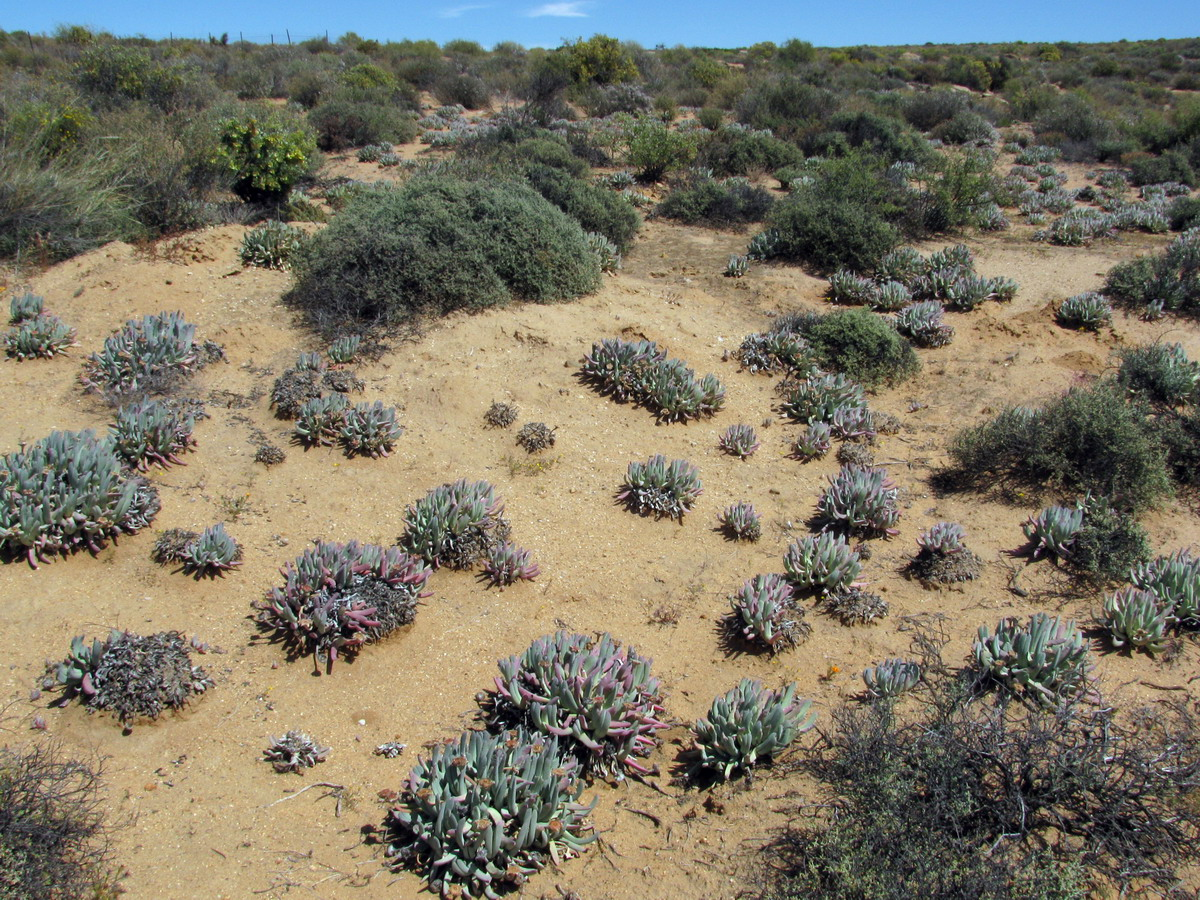
Cheiridopsis denticulata, Северный Кейп, Южная Африка

Представители рода характеризуются как компактные, хохлатые растения, которые могут быть карликовыми или кустарниковыми многолетниками. Листья располагаются супротивно, обычно по 1 или 2 пары на ветке, но в культуре могут быть и до 3 пар. Интересно, что листовое влагалище одной пары листьев превращается в выступающий, бумажный, сухой «рукав», который может быть коротким или длинным, треугольной, реже уплощенной или капюшоновидной формы. Цвет листьев варьирует от зелёного до сизо-зеленого, а на поверхности листьев может быть восковой налет и бархатистость.
Цветки растений одиночные, расположены у верхушки, в большинстве случаев на цветоножке и имеют прицветники. Диаметр цветков варьирует от 10 до 100 мм, и они раскрываются около полудня и закрываются к закату. Чашелистиков у цветка 4 или 5, а лепестки располагаются в нескольких рядах и могут быть различных оттенков жёлтого, реже пурпурного или красного цвета. Число тычинок в цветке много, а стаминодии отсутствуют. Вокруг цветка присутствует зубчатое кольцо, содержащее нектар.
При развитии завязи верхушка сначала приподнимается, но в процессе формирования плода становится вдавленной. Количество рыльца в завязи может составлять от 10 до 20 и они часто имеют перистую структуру. Плод представляет собой 10-20-гнездную коробочку с узкими, широко расставленными или загнутыми створками. Семена растений имеют грушевидную форму, тупо-трехгранную поверхность и могут быть гладкими или шероховатыми.
Число хромосом х = 9 (полиплоидия).

## Таксономия
Cheiridopsis N.E.Br., первое упоминание в Gard. Chron., ser. 3, 78: 412 (1925).

### Синонимы
Гетеротипные (основанные на разных номенклатурных типах):
- Ihlenfeldtia H.E.K.Hartmann (1992)
- Odontophorus N.E.Br. (1927)

### Виды
Подтвержденные виды (41) по данным сайта Plants of the World Online на 2023 год:
- Cheiridopsis acuminata L.Bolus
- Cheiridopsis alba-oculata Klak & Helme
- Cheiridopsis amabilis S.A.Hammer
- Cheiridopsis angustifolia (L.Bolus) R.F.Powell
- Cheiridopsis aspera L.Bolus
- Cheiridopsis brownii Schick & Tischer
- Cheiridopsis campanulata G.Will.
- Cheiridopsis caroli-schmidtii (Dinter & A.Berger) N.E.Br.
- Cheiridopsis delphinoides S.A.Hammer
- Cheiridopsis denticulata (Haw.) N.E.Br.
- Cheiridopsis derenbergiana Schwantes
- Cheiridopsis excavata L.Bolus
- Cheiridopsis gamoepensis S.A.Hammer
- Cheiridopsis glomerata S.A.Hammer
- Cheiridopsis herrei L.Bolus
- Cheiridopsis imitans L.Bolus
- Cheiridopsis meyeri N.E.Br.
- Cheiridopsis minor (L.Bolus) H.E.K.Hartmann
- Cheiridopsis namaquensis (Sond.) H.E.K.Hartmann
- Cheiridopsis nana (L.Bolus) R.F.Powell
- Cheiridopsis nelii Schwantes
- Cheiridopsis pearsonii N.E.Br.
- Cheiridopsis peculiaris N.E.Br.
- Cheiridopsis pillansii L.Bolus
- Cheiridopsis pilosula L.Bolus
- Cheiridopsis ponderosa S.A.Hammer
- Cheiridopsis purpurea L.Bolus
- Cheiridopsis pusilla (S.A.Hammer) R.F.Powell
- Cheiridopsis robusta (Haw.) N.E.Br.
- Cheiridopsis rostrata (L.) N.E.Br.
- Cheiridopsis rudis L.Bolus
- Cheiridopsis schlechteri Tischer
- Cheiridopsis speciosa L.Bolus
- Cheiridopsis spiculata R.F.Powell
- Cheiridopsis turbinata L.Bolus
- Cheiridopsis umbrosa S.A.Hammer & Desmet
- Cheiridopsis umdausensis L.Bolus
- Cheiridopsis vanbredae L.Bolus
- Cheiridopsis vanzylii L.Bolus
- Cheiridopsis velox S.A.Hammer
- Cheiridopsis verrucosa L.Bolus

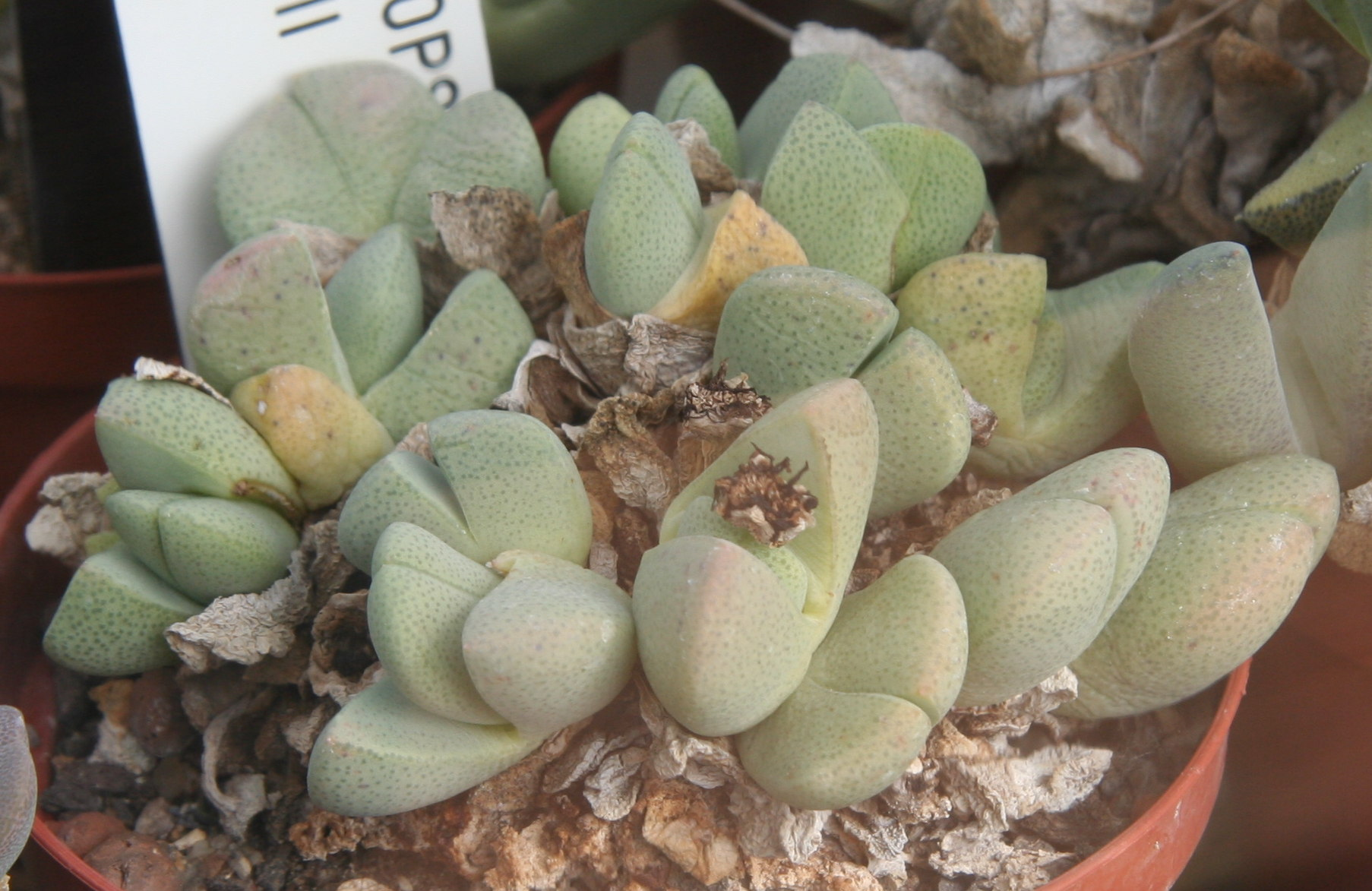
Cheiridopsis brownii
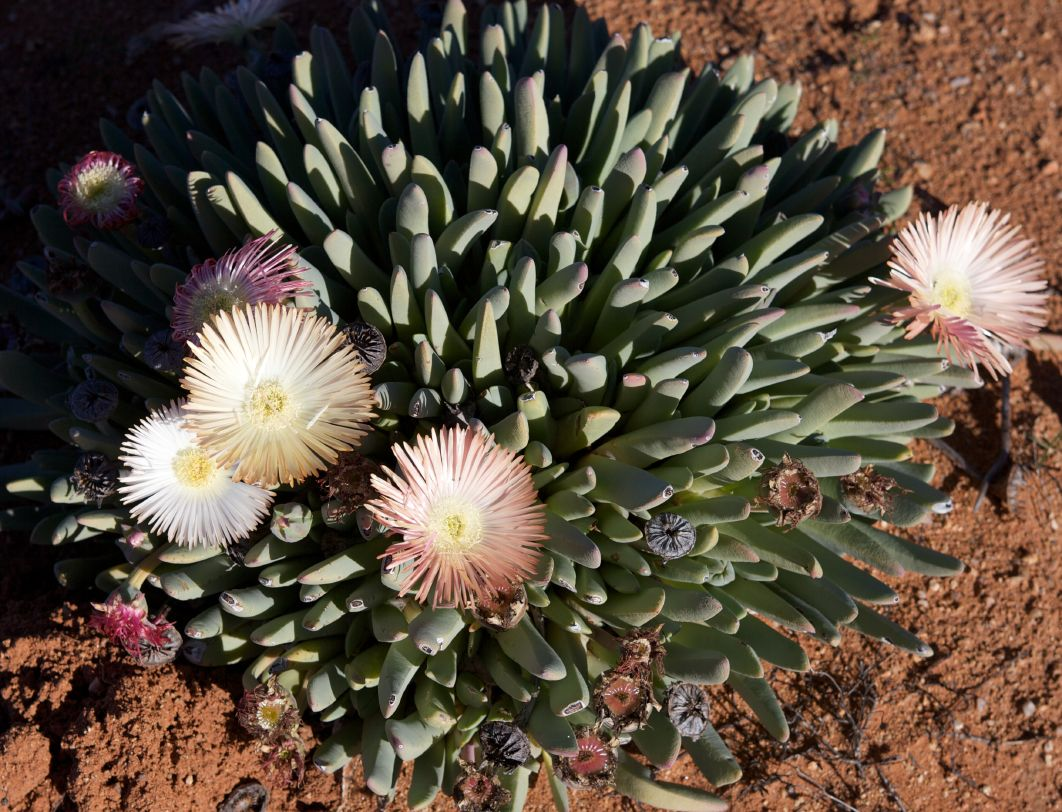
Cheiridopsis denticulata
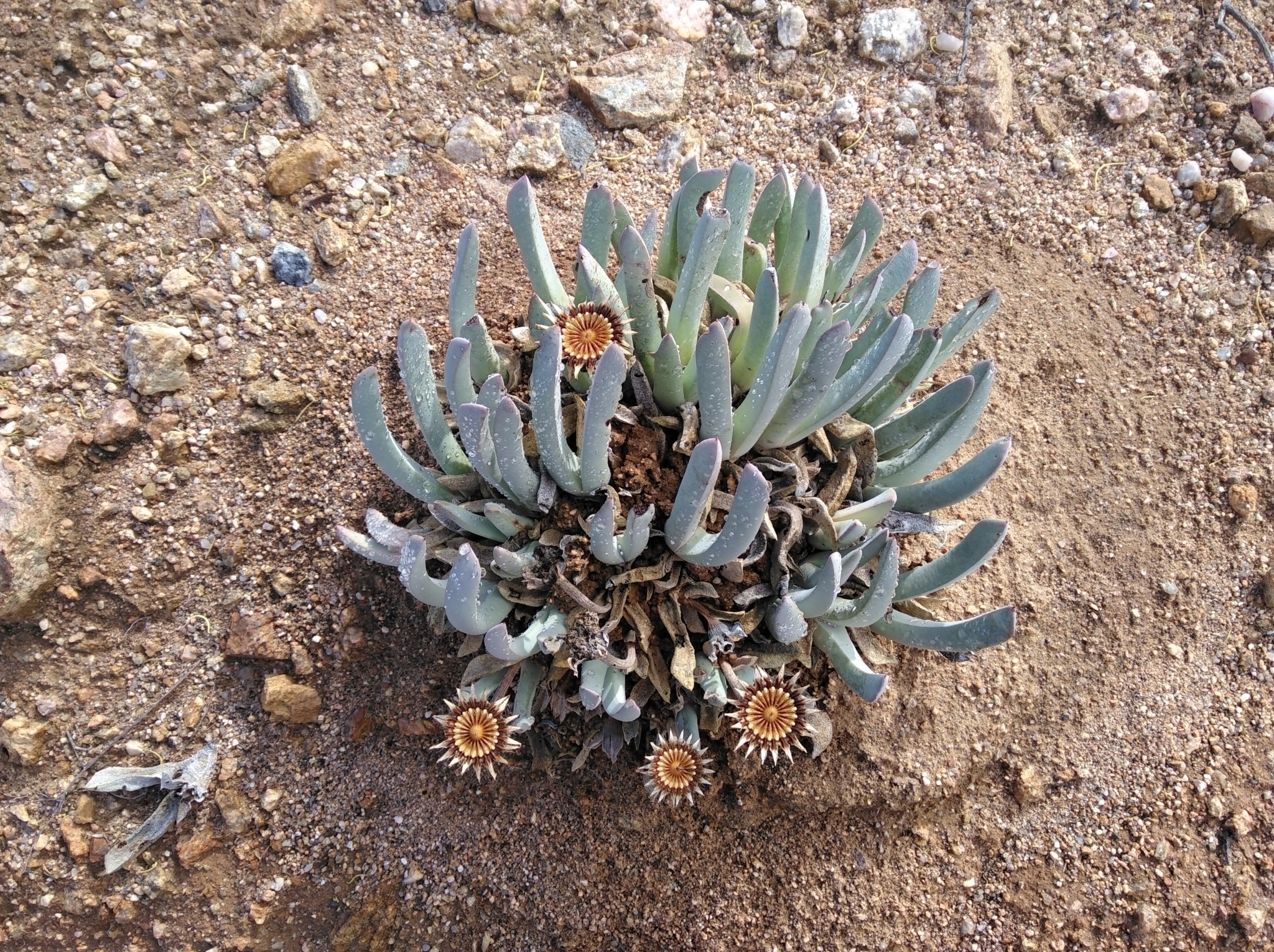
Cheiridopsis namaquensis
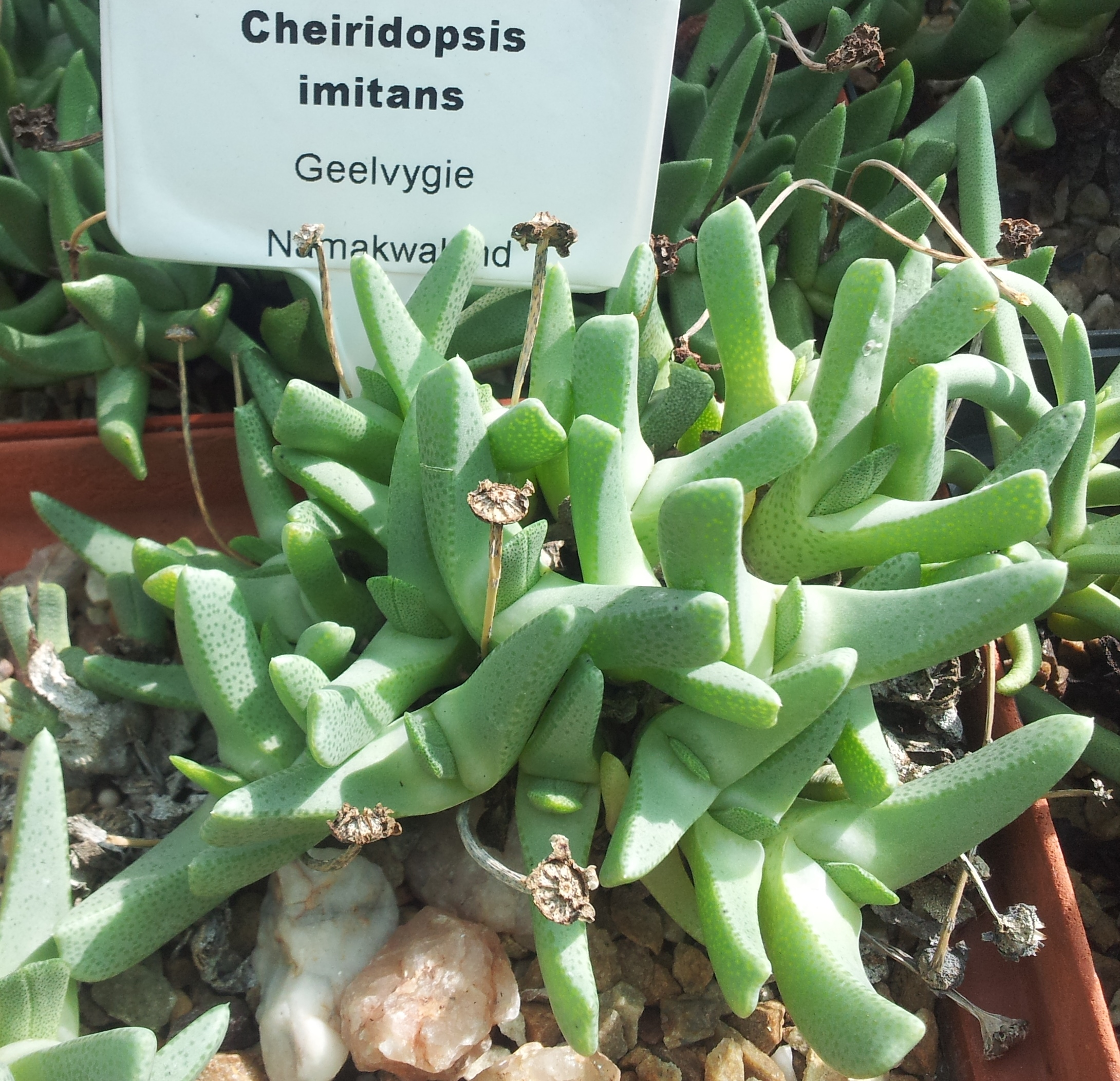
Cheiridopsis imitans
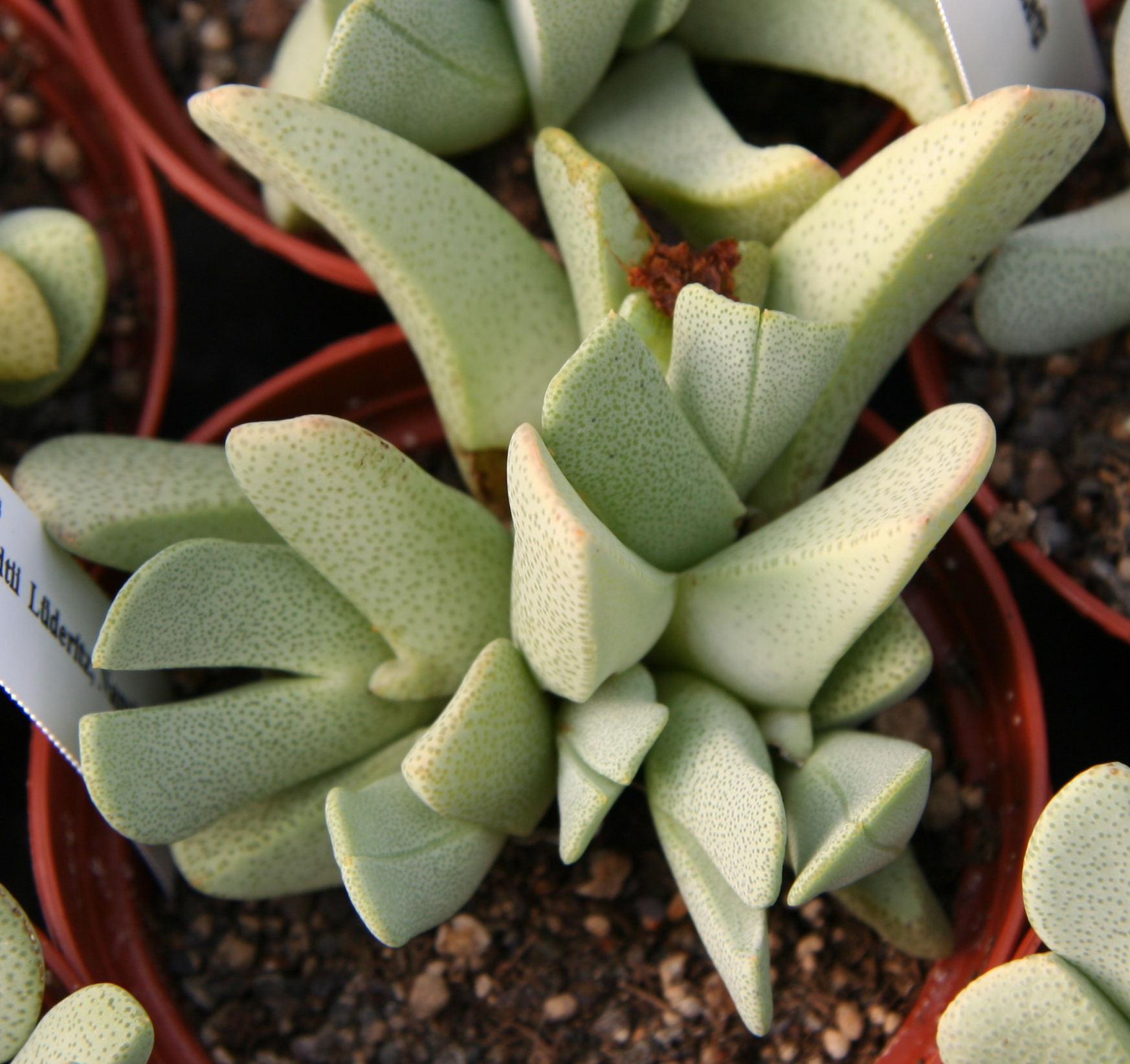
Cheiridopsis caroli-schmidtii